# Zoltán Sárosy
Zoltán L. Sárosy (* 23. August 1906 in Budapest, Österreich-Ungarn; † 19. Juni 2017 in Toronto) war ein ungarisch-kanadischer Schachspieler und Supercentenarian.

## Leben
Sárosy war der Sohn eines Armeearztes, mit dem seine Mutter und er in einer adriatischen Militärbasis wohnten. Nach dem Attentat von Sarajevo floh die Familie vor dem drohenden Krieg nach Budapest. Als er einen Jungen in einem öffentlichen Park spielen sah, interessierte er sich für das gesehene Spiel und erlernte so nach eigenen Angaben das Schachspiel im Alter von 10 Jahren. Nach dem Abschluss des Studiums internationalen Handels an einer Universität in Wien kehrte er 1928 nach Budapest zurück. Er erhielt 1943 den ungarischen Meistertitel, der nicht mit dem Gewinn der ungarischen Meisterschaft identisch war. Am Ende des Zweiten Weltkriegs, in dem der fließend Deutsch und Ungarisch sprechende Sárosy als Übersetzer tätig war und vermutlich deshalb der Einziehung an die Ostfront entging, floh er gen Westen, da er befürchtete, von den Russen eingesperrt zu werden. Dabei ließ er Ehefrau und Tochter zurück. Nach einem Aufenthalt in Salzburg kam Sárosy in einem deutschen Flüchtlingslager unter. Anschließend siedelte er nach Reisen durch Europa 1948 im auch deutschsprachigen Elsass im Osten Frankreichs. Als er las, dass Kanada nach Einwanderern suchte, besorgte sich Sárosy in Paris die nötigen Dokumente und erreichte am 27. Dezember 1950 Halifax, von wo aus er mit dem Zug nach Toronto reiste.
Nach einer Arbeit als Fliesenleger machte sich Sárosy als Verkäufer importierter Kosmetikartikel selbständig. Nach einigen Jahren kaufte er einen Convenience Shop, den er bis in die späten 1970er Jahre betrieb. In Kanada versuchte Sárosy, seine Ehefrau nachzuholen; die lehnte jedoch ab, sodass es zur Scheidung kam. Später heiratete er eine estnische Immigrantin. Seine Tochter aus erster Ehe besuchte Sárosy, wollte jedoch anders als zunächst beabsichtigt nicht in Kanada bleiben. Sárosys zweite Ehefrau starb 1998.
1963 gewann er die Meisterschaft von Toronto. In Kanada begann Sárosy auch, Fernschach zu spielen. In den Jahren 1967, 1972 und 1981 gewann er die kanadischen Fernschachmeisterschaften und erhielt 1988 den Titel eines Internationalen Meisters im Fernschach. 2006 wurde er in die Canadian Chess Hall of Fame aufgenommen. Noch im Alter von 102 Jahren erreichte Sárosy 2008–2009 den 2. Platz bei einem Fernschachturnier des Deutschen E-Mail-Schachklubs (DESC). Ende 2010 trat er altersbedingt aus dem DESC aus. An seinem 105. Geburtstag galt Sárosy im Jahr 2011 als einer der ältesten aktiven Sportler der Welt. Im Alter von 108 Jahren hatte Sárosy eine Wertungszahl von 2282 beim Internationalen Fernschachverband.
Sárosy führte bei der Sizilianischen Eröffnung im Anzuge in der Vierspringer-Variante die Zugfolge 1. c4 e5 2. Sc3 Sf6 3. Sf3 Sc6 4. g3 g6 5. d4 in die Eröffnungstheorie ein.

## Wissenswertes
Zum Zeitpunkt seines 110. Geburtstags am 23. August 2016 war Sárosy als Supercentenarian der älteste bekannte lebende kanadische Mann. Zuletzt befand er sich auf Platz neun der ältesten lebenden Männer der Welt.